# سمی رادرادرا
سمی رادرادرا (انگلیسی: Semi Radradra؛ زادهٔ ۱۳ ژوئن ۱۹۹۲) بازیکن راگبی ۷ نفره اهل فیجی است.